# Alfabeto nabateo
L'alfabeto nabateo è un alfabeto consonantico (abjad) che fu usato dai Nabatei a partire dal II secolo a.C. Importanti iscrizioni epigrafiche sono state rinvenute a Petra. L'alfabeto deriva da quello aramaico attraverso l'alfabeto siriaco. Influenzò, secondo molti studiosi, l'alfabeto arabo a partire dal IV secolo, ed è questo il motivo per cui la forma dei suoi grafemi costituisce una via di mezzo fra le scritture semitiche più settentrionali (come l'ebraico) e l'arabo. 
| Nabateo | Nome  | Alfabeto arabo | Alfabeto ebraico |
| ------- | ----- | -------------- | ---------------- |
|         | Alef  | ﺍ              | א                |
|         | Bet   | ﺑ              | ב                |
|         | Gimel | ﺟ              | ג                |
|         | Dal   | ﺩ              | ד                |
|         | Ha    | ﻫ              | ה                |
|         | Waw   | ﻭ              | ו                |
|         | Zayn  | ﺯ              | ז                |
|         | Ħa    | ﺣ              | ח                |
|         | Ṭaa   | ﻁ              | ט                |
|         | Iaa   | ﻯ              | י                |
|         | Kaf   | ﻛ              | כ                |
|         | Lam   | ﻟ              | ל                |
|         | Mum   | ﻣ              | מ                |
|         | Noon  | ﻧ              | נ                |
|         | Sin   | ﺳׂ              | שׂ                |
|         | 'in   | ﻋـ             | ע                |
|         | Fa    | ﻓـ             | פ                |
|         | Ṣad   | ﺻ              | צ                |
|         | Qaf   | ﻕ              | ק                |
|         | Ra    | ﺭ              | ר                |
|         | Shin  | ﺷ              | שׁ                |
|         | Ta    | ﺕ              | ת                |